# Szentegyház utca
A Szentegyház utca (románul: strada Iuliu Maniu) Kolozsvár belvárosában található. A Fő tér és a Bocskai tér között halad, párhuzamos a Kossuth Lajos és a Deák Ferenc utcákkal.

## Neve
1453-ban Fazokas wcza, 1482-ben kyrgas, (templom utca) 1568-ban platea faßekas, 1564-ben Zentegyhaz vtcza néven említették. Az első világháborút követően 1923-ban Iuliu Maniu román politikusról, későbbi miniszterelnökről nevezték el. A második bécsi döntés után 1941–1945 között ismét Szentegyház utca lett. 1945-től a 6 Martie nevet kapta az első Groza-kormány március 6-i megalakulásának emlékére, majd a romániai rendszerváltás után 1990-től ismét Iuliu Maniu utca lett. 

## Története
A 4-es számú ház udvarán 2006–2007-ben folytatott ásatások újkőkorszaki és római kori  leleteket tártak fel.
A városban a Közép utca és a Magyar utca telkeinek a hátsó kijárata nyílt csak ide. A 18-as számú ház például a Deák Ferenc utca 23-25. alatt található csizmadia céh házának a hátsó bejárata volt. A hátsó telkek leválasztása és utca beépítése leginkább a 19. században történt. 1897-ig csak a Bolyai utcától a Trencsin térig terjedt, s csak a Státusházak építésekor hosszabbították meg a Fő térig. Ekkor elegáns belvárosi utcává vált, ahol több helyi előkelőség lakott. A 9-es (Béldi) és a 15-ös számú (Inczédy) házakon az építtetők címere látható; a 34-es számú palotát Kendeffyné Bethlen Krisztina építette, utóbb a Tisza- illetve Zeyk család tulajdonába került.
Az utca jobb és bal oldalán álló első három-három házat (1–6. házszámok), azaz a Státusházaknak nevezett bérpalotákat az Erdélyi Római Katolikus Státus építtette. A házak földszintjén a kor legszínvonalasabb üzletsora állt; az emeleten számos ügyvéd bérelt irodát. A 3-as szám alatt működött 1974 előtt az Utunk szerkesztősége. A 2. szám alatt több katolikus intézmény található (nőszövetség, Caritas), az 5-ös szám alatt a Babeș–Bolyai Tudományegyetem Római Katolikus Teológia Kara, a 6-os szám alatt pedig a Szent Mihály Plébánia szeretetszolgálata által működtetett Agape étterem és panzió.
A 17-es számú barokk épületet a 19. század elején bővítették. A rajta levő emléktábla szerint itt született Szathmáry Pap Károly festő, de ezt semmilyen forrás nem erősíti meg, viszont egy időben ő volt a ház tulajdonosa. 1849-ben egy ideig itt lakott a férje keresésére induló Szendrey Júlia.
Az utca végén állt a Fazekasok tornya, amelyet 1838 körül bontottak le.

## Műemlékek
Az utcából az alábbi épületek szerepelnek a romániai műemlékek jegyzékében:
| Házszám | Kép | Megnevezés                        | Építés dátuma | Műemlék kódja   |
| ------- | --- | --------------------------------- | ------------- | --------------- |
| 1–6     |     | Státusházak                       | 1898          | CJ-II-a-A-07383 |
| 8       |     | gr. Pejacsevics-ház               | 18–19. század | CJ-II-m-B-07384 |
| 9       |     | gr. Béldi-ház                     | 16–19. század | CJ-II-m-B-07385 |
| 17      |     | Szathmári Papp Károly (szülő)háza | 18. század    | CJ-II-m-B-07386 |
| 34      |     | Tisza–Zeyk-ház                    | 18. század    | CJ-II-m-B-07387 |
| 40      |     |                                   | 19. század    | CJ-II-m-B-07343 |